# Line Christophersen
Line Drost Christophersen (* 14. Januar 2000 in Dianalund) ist eine dänische Badmintonnationalspielerin und dreifache Mannschaftseuropameisterin.

## Karriere
Christophersen, die aus einer Familie von Badmintonspielerin kommt, begann im Alter von sieben Jahren Badminton zu spielen. Zwei Jahre später nahm sie erstmals bei Wettbewerben auf nationaler Ebene teil. International war Christophersen, die für den dänischen Traditionsverein Gentofte BK antritt, ab 2016 erfolgreich, als sie bei den Jugendeuropameisterschaften der Altersklasse U17 siegte. Mit der Nachwuchsnationalmannschaft sicherte sie sich die Bronzemedaille bei den Juniorenmannschaftseuropameisterschaften und erreichte im folgenden Jahr bei dem Turnier den zweiten Platz. Im Dameneinzel konnte sich Christophersen 2018 bei den Junioreneuropameisterschaften die Meisterschaft erspielen und bei der im selben Jahr stattfindenden Juniorenweltmeisterschaft als erste dänische Einzelspielerin das Finale erreichen. Für diese Leistungen wurde sie von der Badminton Europe Confederation zur Jugendspielerin des Jahres gekürt.
Nachdem Christophersen bereits mehrere internationale Juniorenturniere gewonnen hatte, war sie 2019 im Erwachsenenbereich erfolgreich. So siegte sie unter anderem bei den Dutch International und Belgian International. 2020 gewann Christophersen bei den Dänischen Meisterschaften im Dameneinzel den nationalen Titel. Im gleichen Jahr wurde sie mit der Damen-Nationalmannschaft Europameisterin. Mit dem Mixed-Team erspielte die Dänin 2021 bei dem europäischen Wettbewerb einen weiteren Titel. Ihren bislang größten Erfolg in der Individualdisziplin erreichte Christophersen, als sie bei den Europameisterschaften ins Finale einzog, wo sie in zwei Sätzen gegen die Weltmeisterin und Olympiasiegerin Carolina Marín unterlag. 2023 verteidigte sie mit dem Nationalteam ihren Titel bei den Kontinentalmeisterschaften.

## Sportliche Erfolge
| Jahr | Veranstaltung                               | Platz | Disziplin   |
| ---- | ------------------------------------------- | ----- | ----------- |
| 2016 | Jugendeuropameisterschaft 2016              | 1.    | Dameneinzel |
| 2017 | Juniorenmannschaftseuropameisterschaft 2017 | 3.    | Mannschaft  |
| 2017 | Italian International 2017                  | 2.    | Dameneinzel |
| 2018 | Juniorenmannschaftseuropameisterschaft 2018 | 2.    | Mannschaft  |
| 2018 | Junioreneuropameisterschaft 2018            | 1.    | Dameneinzel |
| 2018 | Juniorenweltmeisterschaft 2018              | 2.    | Dameneinzel |
| 2019 | Dutch International 2019                    | 1.    | Dameneinzel |
| 2019 | Belgian International 2019                  | 1.    | Dameneinzel |
| 2019 | SaarLorLux Open 2019                        | 2.    | Dameneinzel |
| 2020 | Dänische Meisterschaft 2020                 | 1.    | Dameneinzel |
| 2020 | Mannschaftseuropameisterschaft 2020         | 1.    | Mannschaft  |
| 2021 | Mannschaftseuropameisterschaft 2021         | 1.    | Mannschaft  |
| 2021 | Europameisterschaft 2021                    | 2.    | Dameneinzel |
| 2021 | Orléans Masters 2021                        | 2.    | Dameneinzel |
| 2021 | Spain Masters 2021                          | 2.    | Dameneinzel |
| 2021 | Denmark Masters 2021                        | 1.    | Dameneinzel |
| 2021 | Dänische Meisterschaft 2021                 | 1.    | Dameneinzel |
| 2022 | Dänische Meisterschaft 2022                 | 1.    | Dameneinzel |
| 2023 | Mannschaftseuropameisterschaft 2023         | 1.    | Mannschaft  |
| 2023 | Dänische Meisterschaft 2023                 | 1.    | Dameneinzel |
| 2024 | Dänische Meisterschaft 2024                 | 1.    | Dameneinzel |
| 2025 | Dänische Meisterschaft 2025                 | 1.    | Dameneinzel |